# Michael Pittman Jr.
Michael Pittman Jr. (5 ottobre 1997) è un giocatore di football americano statunitense che milita nel ruolo di wide receiver per gli Indianapolis Colts della National Football League (NFL).

## Carriera universitaria

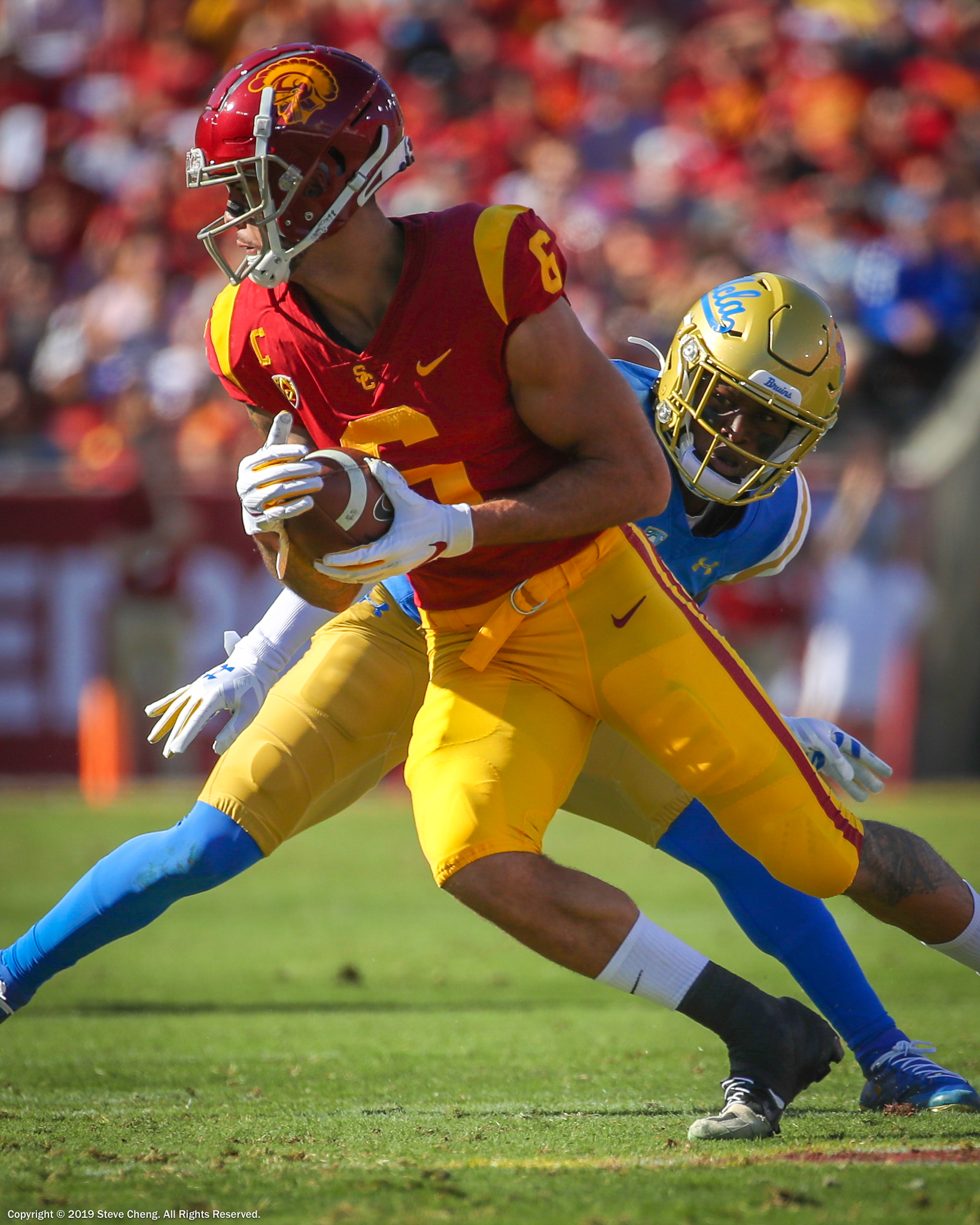
Pittman con USC

Pittman al college giocò a football con gli USC Trojans dal 2016 al 2019. Per due stagioni fu inserito nella formazione ideale della Pac-12 Conference (2017, 2019). Nell'ultima annata fu inserito nel Second-team All-American e fu finalista del Fred Biletnikoff Award.

## Carriera professionistica
Pittman fu scelto nel corso del secondo giro (34º assoluto) del Draft NFL 2020 dagli Indianapolis Colts, scegliendo di giocare con il numero 86. Debuttò come professionista nella gara del primo turno contro i Jacksonville Jaguars ricevendo due passaggi per 10 yard dal quarterback Philip Rivers. La sua stagione da rookie si chiuse con 40 ricezioni per 503 yard e un touchdown in 13 presenze.
Nel tredicesimo turno della stagione 2023, Pittman raggiunse l'Hall of Famer Marvin Harrison (nel 2002) quale unico altro giocatore dei Colts a fare registrare due gare consecutive con almeno 10 ricezioni e 100 yard ricevute dal 1970. Due settimane dopo si infortunò per un colpo alla testa di Damontae Kazee dei Pittsburgh Steelers mentre stava tentando di ricevere un passaggio. Agli Steelers fu fischiata una penalità di 15 yard e Pittman lasciò la partita con una commozione cerebrale. Due giorni dopo, la NFL annunciò che Kazee sarebbe stato sospeso per il resto della stagione 2023. La stagione di Pittman si chiuse con al quinto posto della NFL con 109 ricezioni.
Con il contratto in scadenza, il 5 marzo 2024 i Colts annunciarono che avrebbero applicato la franchise tag su Pittman. Sei giorni dopo firmò un nuovo contratto triennale del valore di 70 milioni di dollari.

## Famiglia
Il padre, Michael Pittman, giocò nella NFL dal 1998 al 2008 vincendo un Super Bowl con i Tampa Bay Buccaneers.